# Clive Owen
Clive Owen (Coventry, 3 de outubro de 1964) é um ator britânico, nomeado ao Oscar de Melhor Ator (coadjuvante/secundário) em 2005 pelo filme Closer.
É casado desde março de 1995 com Sarah-Jane Fenton. O casal tem duas filhas, Hannah e Eve.

## Primeiros anos
Quarto de cinco irmãos, Clive Owen é filho de Pamela e Jess Owen. O seu pai, um cantor de música country, abandonou a família quando Clive tinha três anos e, apesar de uma breve reconciliação quando tinha dezenove anos, os dois permanecem de relações cortadas. Criado pela sua mãe e pelo padrasto, um empregado de ferrovia, ele descreve a sua infância como tendo sido "dura". Apesar de inicialmente se ter oposto a frequentar a escola de teatro, ele mudou de ideias em 1984, após uma longa e infrutífera procura por trabalho.
Owen formou-se na Royal Academy of Dramatic Art em 1987, em uma turma onde se incluíam Ralph Fiennes e Jane Horrocks. Após o final do curso, Owen ganhou um papel na peça teatral Young Vic, aparecendo em diversas peças de William Shakespeare. Foi por esta época que ele se apaixonou pela futura mulher, quando os dois tinham os principais papéis na peça Romeu e Julieta.

## Carreira
Inicialmente Owen talhou uma carreira na televisão. Em 1988, Owen protagonizou o personagem Gideon Sarn numa produção para a BBC de Precious Bane, e participou no filme Vroom, do Channel 4, antes de na década de 1990 ter-se tornado numa personalidade regular nos palcos e televisão do Reino Unido, notabilizando-se pela sua presença na série Chancer, da ITV, seguido pela aparição na produção de Lorna Doone, da Thames Television. Mas o grande salto na carreira aconteceu com Closer, atuação que lhe rendeu uma indicação ao Oscar de Melhor Ator (coadjuvante/secundário).
| Ano       | Título                                 | Personagem              |
| 2017      | Valérian et la Cité des mille planètes | Commander Arün Filitt   |
| 2015      | Last Knights                           | Raiden                  |
| 2014-2015 | The Knick                              | Dr. John W. Thackery    |
| 2012      | Shadow Dancer                          | Mac                     |
| 2012      | Hemingway & Gellhorn                   | Ernest Hemingway        |
| 2011      | Intruders                              | John Farrow             |
| 2011      | Killer Elite                           | Spike                   |
| 2010      | Confiar                                | Will                    |
| 2009      | The Boys Are Back                      | Joe Warr                |
| 2009      | Duplicity                              | Ray Koval               |
| 2009      | The International                      | Louis Salinger          |
| 2007      | Elizabeth: The Golden Age              | Sir Walter Raleigh      |
| 2007      | Shoot 'Em Up                           | Smith                   |
| 2006      | Children of Men                        | Theo Faron              |
| 2006      | Inside Man                             | Dalton Russell          |
| 2006      | A Pantera Cor-de-Rosa                  | Nigel Boswell/Agent 006 |
| 2005      | Derailed                               | Charles Schine          |
| 2005      | Sin City                               | Dwight                  |
| 2004      | Closer                                 | Larry                   |
| 2004      | King Arthur                            | Rei Artur               |
| 2003      | Beyond Borders                         | Nick Callahan           |
| 2003      | I'll Sleep When I'm Dead               | Will Graham             |
| 2002      | A Identidade Bourne                    | O Professor             |
| 2001      | Gosford Park                           | Robert Parks            |
| 2001      | The Hire                               | Driver                  |
| 2000      | Greenfingers                           | Colin Briggs            |
| 1999      | Second Sight                           | DCI Ross Tanner         |
| 1999      | Split Second                           | Michael Anderson        |
| 1999      | The Echo                               | Michael Deacon          |
| 1998      | Croupier                               | Jack Manfred            |
| 1997      | Bent                                   | Max                     |
| 1996      | Sharman                                | Nick Sharman            |
| 1996      | The Rich Man's Wife                    | Jake Golden             |
| 1996      | Privateer 2: The Darkening             | Lev Arris               |
| 1995      | The Turnaround                         | Nick Sharman            |
| 1995      | Bad Boy Blues                          | Paul                    |
| 1994      | The Return of the Native               | Damon Wildeve           |
| 1994      | Doomsday Gun                           | Dov                     |
| 1994      | An Evening with Gary Lineker           | Bill                    |
| 1994      | Nobody's Children                      | Bratu                   |
| 1993      | Century                                | Paul Reisner            |
| 1993      | Class of '61                           | Devin O'Neil            |
| 1993      | The Magician                           | George Byrne            |
| 1991      | Close My Eyes                          | Richard                 |
| 1991      | Chancer                                | Derek Love              |
| 1990      | Lorna Doone                            | John Ridd               |
| 1989      | Precious Bane                          | Gideon Sarn             |
| 1988      | Boon                                   | Geoff                   |
| 1988      | Vroom                                  | Jake                    |
| 1987      | Rockliffe's Babies                     | PC Parslew              |

## Premiações e indicações
Oscar 2005 (Estados Unidos)
- Indicado na categoria de Melhor Ator (coadjuvante/secundário).

Globo de Ouro 2005 (Estados Unidos)
- Vencedor na categoria Melhor Ator (coadjuvante/secundário) em cinema.

BAFTA 2005 (Reino Unido)